# 源延光
源 延光（みなもと の のぶみつ）は、平安時代中期の公卿・歌人。醍醐源氏、中務卿・代明親王の三男。官位は従三位・権大納言。枇杷大納言と号す。

## 経歴
朱雀朝末の天慶9年（946年）従四位下に叙され、同年11月に源朝臣姓を賜り臣籍降下し、天暦2年（948年）侍従に任官する。天暦3年（949年）には右大臣・藤原師輔を請客使として出迎えている。
春宮権亮・内蔵頭・右兵衛督を務めたのち、天徳4年（960年）従四位上・蔵人頭兼右近衛権中将に叙任され、康保3年（966年）に参議に任ぜられ公卿に列す。兄・保光よりも4年早い参議昇進であった。
議政官の傍らで、右近衛権中将や春宮大夫を兼帯し、安和2年（969年）正四位下に叙せられている。円融朝初頭の天禄元年（970年）従三位・権中納言に叙任され、天禄3年（972年）に中納言となる。天禄4年（973年）に検非違使別当に補されるが翌年に兄・重光にこれを譲り、天延3年（975年）権大納言に至る。
天延4年（976年）6月14日に病のために出家し、17日に薨去。享年50。
勅撰歌人として、『拾遺和歌集』以下の勅撰和歌集に和歌作品5首が入集している。

## 官歴
『公卿補任』による。
- 天慶5年（942年） 4月25日：昇殿
- 天慶9年（946年） 正月7日：従四位下（殿上労）
- 天暦2年（948年） 6月29日：侍従
- 天暦3年（949年） 正月11日：請客使[2]（右大臣藤原師輔）
- 天暦8年（954年） 3月14日：春宮権亮（春宮・憲平親王）
- 天暦9年（955年） 7月24日：兼内蔵頭、権亮如元
- 天徳3年（959年） 正月30日：右兵衛督、頭権亮如元
- 天徳4年（960年） 正月7日：従四位上、9月16日：蔵人頭。10月9日：右近衛権中将
- 天徳5年（961年） 正月25日：兼備中権守
- 応和3年（963年） 9月4日：兼伊予権守
- 康保3年（966年） 9月17日：参議、中将如元
- 康保4年（967年） 正月20日：播磨権守
- 安和元年（968年） 11月：伊予権守
- 安和2年（969年） 8月13日：春宮大夫（春宮・師貞親王）、9月21日：正四位下
- 天禄元年（970年） 8月5日：従三位・権中納言、大夫如元
- 天禄3年（972年） 正月3日：勅授帯劔、正月24日：中納言、督大夫如元
- 天禄4年（973年） 2月15日：検非違使別当
- 天延2年（974年） 2月17日：辞別当[3]（讓兄重光）
- 天延3年（975年） 正月26日：権大納言、大夫如元
- 天延4年（976年） 6月14日：出家。6月17日：薨去

## 系譜
- 父：代明親王
- 母：藤原定方の娘
- 妻：藤原敦忠の娘
- 生母不明の子女
  - 男子：源泰平
  - 女子：藤原済時室